# Dinesh Chhetri
Dinesh Chhetri là cựu cầu thủ bóng đá người Bhutan chơi ở vị trí tiền đạo.

## Sự nghiệp thi đấu
Vào ngày 30 tháng 6 năm 2002, Chhetri ghi bàn cho Đội tuyển bóng đá quốc gia Bhutan trong trận giao hữu gặp Montserrat, trận đấu kết thúc với chiến thắng 4-0 nghiêng về Bhutan. Trận đấu này là trận đấu của 2 đội bóng có thứ hạng thấp nhất bảng xếp hạng FIFA, và đã được chuyển thể thành bộ phim có tên The Other Final.